# 小林泉美
小林 泉美（1977年6月20日—），生於日本東京都，日本女性職業圍棋棋士，七段。其父為職業圍棋棋士小林光一，2005年取得女流最強戰優勝之後，成為第一位先後獲得女流五項頭銜（女流名人、女流棋聖、女流本因坊、女流最強、女流早碁）之棋士。

## 生平
出身於圍棋世家，外祖父為木谷實九段，父親小林光一九段、母親為小林禮子七段。
2001年成為第一個同時擁有兩項女流頭銜（女流本因坊、女流名人）的棋士，也是第一位先後擁有女流三大頭銜者。（女流棋聖、女流本因坊、女流名人）。
2004年與台灣旅日棋手張栩結婚，當時兩人分別擁有「本因坊」與「女流本因坊」之頭銜，因此也被稱為「本因坊夫妻」，兩人婚後陸續於2006年3月、2009年11月產下長女張心澄及次女張心治，各分別於2020年和2022年成為職業圍棋手。

## 升段過程
- 1995年- 入段
- 1997年- 二段
- 1998年- 三段
- 1999年- 四段
- 2001年- 五段
- 2004年- 六段
- 2021年- 七段

## 主要成績

### 頭銜紀錄
| 頭銜                  | 總計 | 年份           | 期數              |
| --------------------- | ---- | -------------- | ----------------- |
| 女流本因坊            | 3期  | 2001-2003      | 第20-22期         |
| 女流名人              | 3期  | 2001,2003-2004 | 第13期、第15-16期 |
| 女流棋聖              | 2期  | 1998-1999      | 第1-2期           |
| 女流最強位(現已停辦)  | 1期  | 2005           | 第7期             |
| JAL女流早碁(現已停辦) | 1期  | 2003           | 第1回             |

累積獲得合計10頭銜

### 一般賽事
| 棋戰                 | 冠軍總計 | 年份 | 期數  |
| -------------------- | -------- | ---- | ----- |
| 大和證券快棋賽女流杯 | 1次      | 2007 | 第1回 |

## 外部連結
- （日語） 日本棋院 小林泉美 （页面存档备份，存于）